# 昭君海星介
昭君海星介（学名：Pontocypris jaujiunae）为海星介科海星介屬下的一个种。